# پادشاه مد (مجموعه تلویزیونی)
پادشاه مد (مجموعه تلویزیونی) (انگلیسی: Fashion King) ساخته کشور کره جنوبی در ۲۰۱۲ است.